# BBÖ 1170.2
Die BBÖ 1170.2 war eine elektrisch angetriebene Lokomotivreihe der BBÖ.

## Geschichte

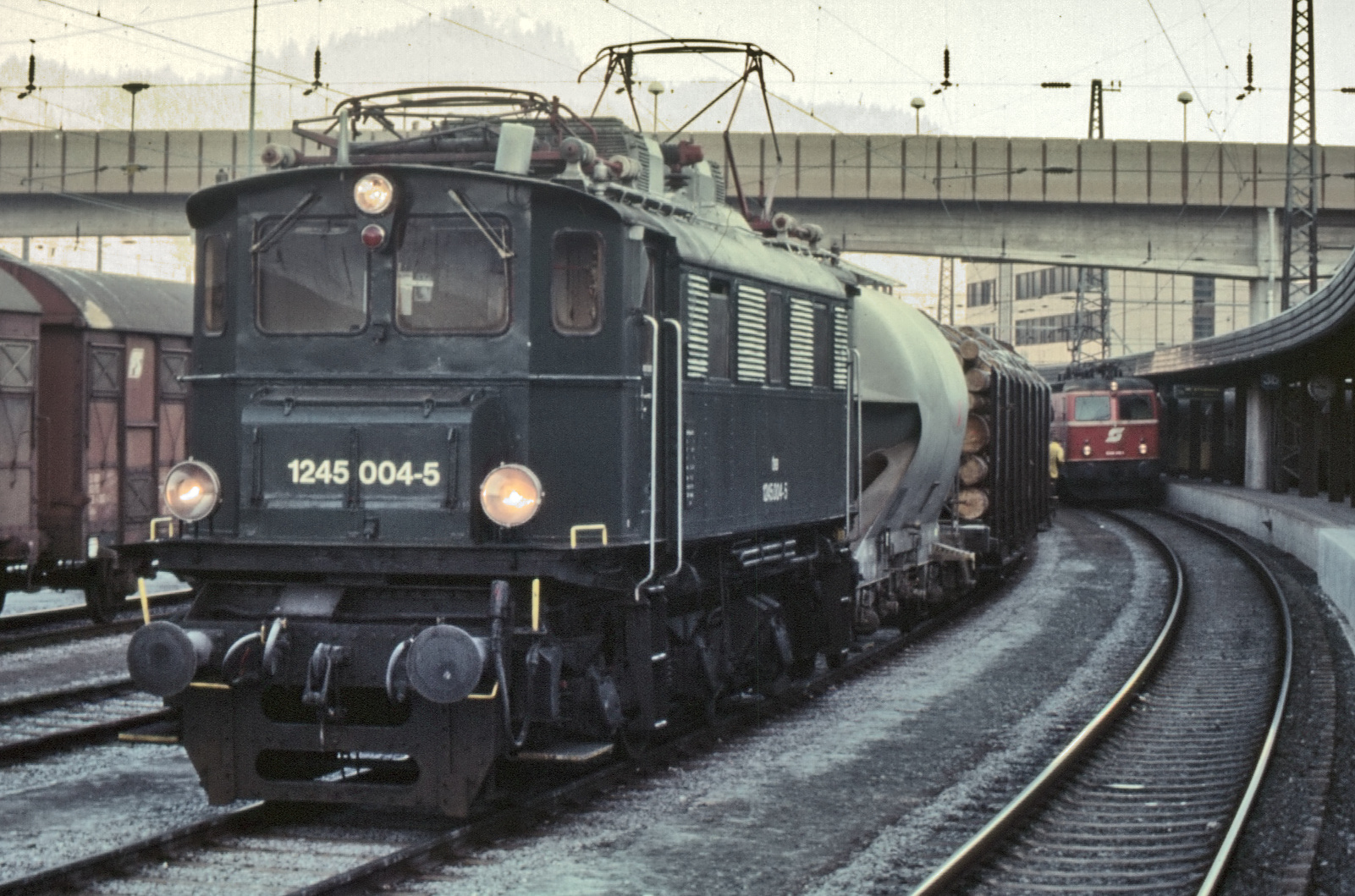
1245 004 mit Güterzug im Bahnhof Kufstein (1990)

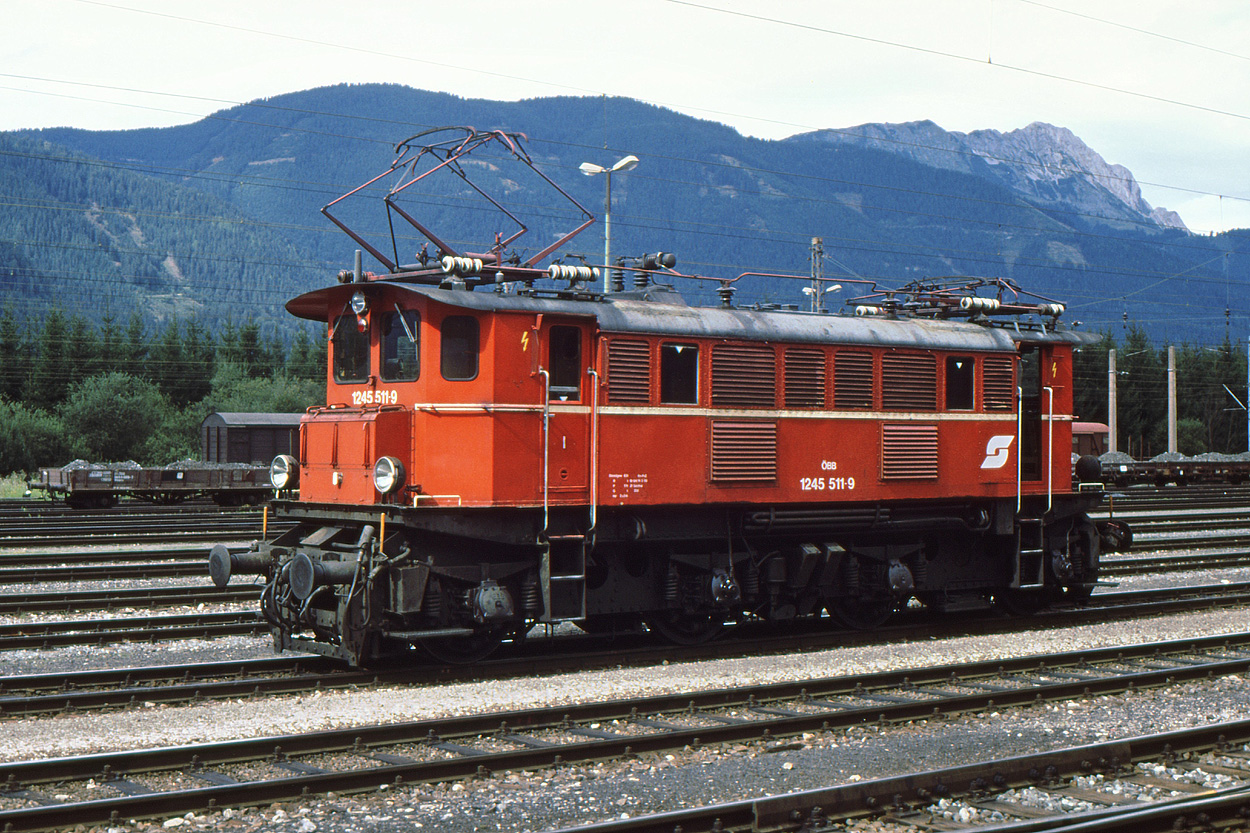
1245 511-9 im Bahnhof Selzthal (1994)

Durch die geplante fortschreitende Elektrifizierung der Westbahn von Salzburg in Richtung Wien bestand Anfang der 1930er-Jahre Bedarf an Güterzug-Lokomotiven für eine Hügellandstrecke, die auch für den leichten Personenzugdienst geeignet waren.
Wegen der gegenüber den Reihen 1170 und 1170.1 geänderten Anforderungen musste der elektrische Teil vollkommen neu gestaltet werden, die Bo'Bo'-Bauweise und der Sécheron-Federantrieb sollten gleich bleiben.
Den elektrischen Teil übernahmen alle in Österreich vertretenen großen Elektrofirmen, AEG, Brown Boveri, ELIN und Siemens-Schuckert, die sich in der Firmengemeinschaft ABES zusammenfanden und fortan reihum jeweils die Federführung für die neuen österreichischen Lokomotivreihen übernahmen.
Die einzig verbliebene österreichische Lokfabrik, die Lokomotivfabrik Floridsdorf, lieferte den mechanischen Teil, der eine Weiterentwicklung der Reihe 1170.1 war.
Von 1934 bis 1936 wurden zunächst acht Maschinen geliefert.
1170.209–233 wurden von 1938 bis 1939 geliefert, zum Teil also schon an die Deutsche Reichsbahn, die die Fahrzeuge als Reihe E 45.2 bezeichnete und noch weitere acht bestellte.
Somit waren 41 Lokomotiven dieser Reihe vorhanden.
Die erstgelieferten Loks unterschieden sich in Dachform und -ausrüstung von den späteren.
Auch der Kasten war unterschiedlich gestaltet, so hatten sie Stirnübergänge zum Wagenzug und diagonal angeordnete Führerhaustüren.
Diese Unterschiede wurden später beseitigt und die Maschinen in ihrem äußeren Erscheinungsbild den anderen Lokomotiven dieser Reihe angeglichen.
Die 1170.219–228 erhielten keine elektrische Bremse, 229 bis 233 bekamen eine Vielfachsteuerung.

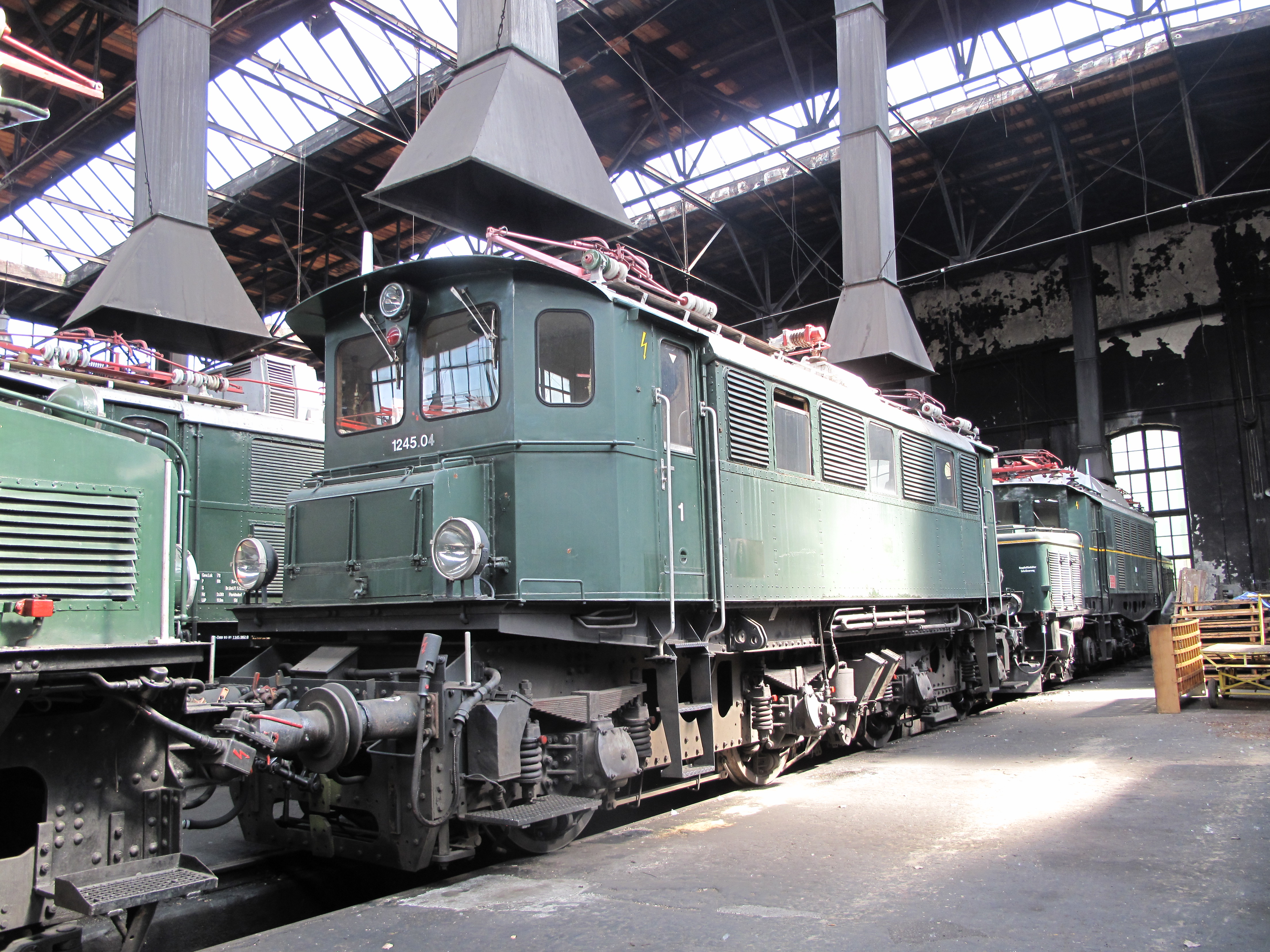
ÖBB 1245.04 im Eisenbahnmuseum Strasshof

Da die Elektrifizierung der Westbahn wegen Geldmangels erst 1937 begonnen wurde, wurden die Maschinen in Bludenz, Innsbruck und Salzburg stationiert.
Ihr Haupteinsatzgebiet war die Tauernbahn.
Ab 1941 kamen sie dann aber endlich auch auf der Westbahn zwischen Salzburg und Attnang-Puchheim zum Einsatz.
Die Deutsche Reichsbahn stationierte sieben Lokomotiven in Augsburg, von dort kehrten sie nach 1945 unbeschädigt zurück.
Allerdings mussten die 1170.206, 215 und 226 als Kriegsverlust abgeschrieben werden.
Ab 1953 bildeten die verbliebenen Maschinen bei den ÖBB die Reihe 1245, wobei die ersten acht als 1245.01–08, die mit elektrischer Bremse als 1245.509ff und die ohne elektrische Bremse mit 1245.619–628 bezeichnet wurden.
Nachdem alle 1245.6 eine elektrische Bremse erhalten hatten, wurden sie in die Reihe 1245.5 aufgenommen.
Die Reihe 1170.2 (1245) bewährte sich von Anfang an hervorragend.
Sie trug in den ersten Jahren nach dem Zweiten Weltkrieg gemeinsam mit der Reihe 1020 die Hauptlast des elektrischen Zugbetriebes in Österreich.
Die Maschinen wurden bis 1995 ausgemustert.

### Technisches
Der mechanische Teil war aus der 1170.1 weiterentwickelt worden und umfasste zwei massiv gebaute Drehgestelle, welche die Druck- und Zugkräfte aufzunehmen hatten, sowie ein darauf aufgesetzter Lokkasten. Der Hauptrahmen entsprach ebenso der Vorgängertype. Es kam wiederum der Sécheron-Federantrieb zur Anwendung. Bei einigen Loks wurden in den 1980er und 1990er Jahren die Spiralfedern des Antriebs gegen Gummipuffer analog der Nachfolgereihe 1040 Jahre zuvor getauscht. Es blieben allerdings einige mit dem originalen Spiralfedern. Einige hatte bei ihrer Ausmusterung beide Antriebsarten verbaut. Der elektrische Teil wurde vollkommen neu konzipiert. Der fremdbelüftete und ölgekühlte Transformator leistete maximal 1900 kVA und besaß Fahrstufenanzapfungen sowie je zwei Zugheizungs- und Hilfsbetriebe-Anzapfungen. Die vier je 460 kW starken, zehnpoligen und fremdbelüfteten Reihenschlussmotore wurden von einer elektropneumatischen Gleichstromschützensteuerung mit 17 Fahrstufen gesteuert. Die elektrische Bremse entsprach der Reihe 1170.2. Diese wurde bei den meisten Loks um 1990 noch ausgebaut.
Nach dem Zweiten Weltkrieg sind alle Loks in Tannengrün mit tieffschwarzem Rahmen und aluminiumgrauem Dach lackiert. Mit Ausnahme von 1245.004, 005, 520, 521 und 523 wurde bei allen Tannengrün durch Blutorange ersetzt. 1245.527 wurde gegen Ende der Einsatzzeit noch verkehrsrot mit umbragrauem Dach und Rahmen lackiert.

## Verbleib

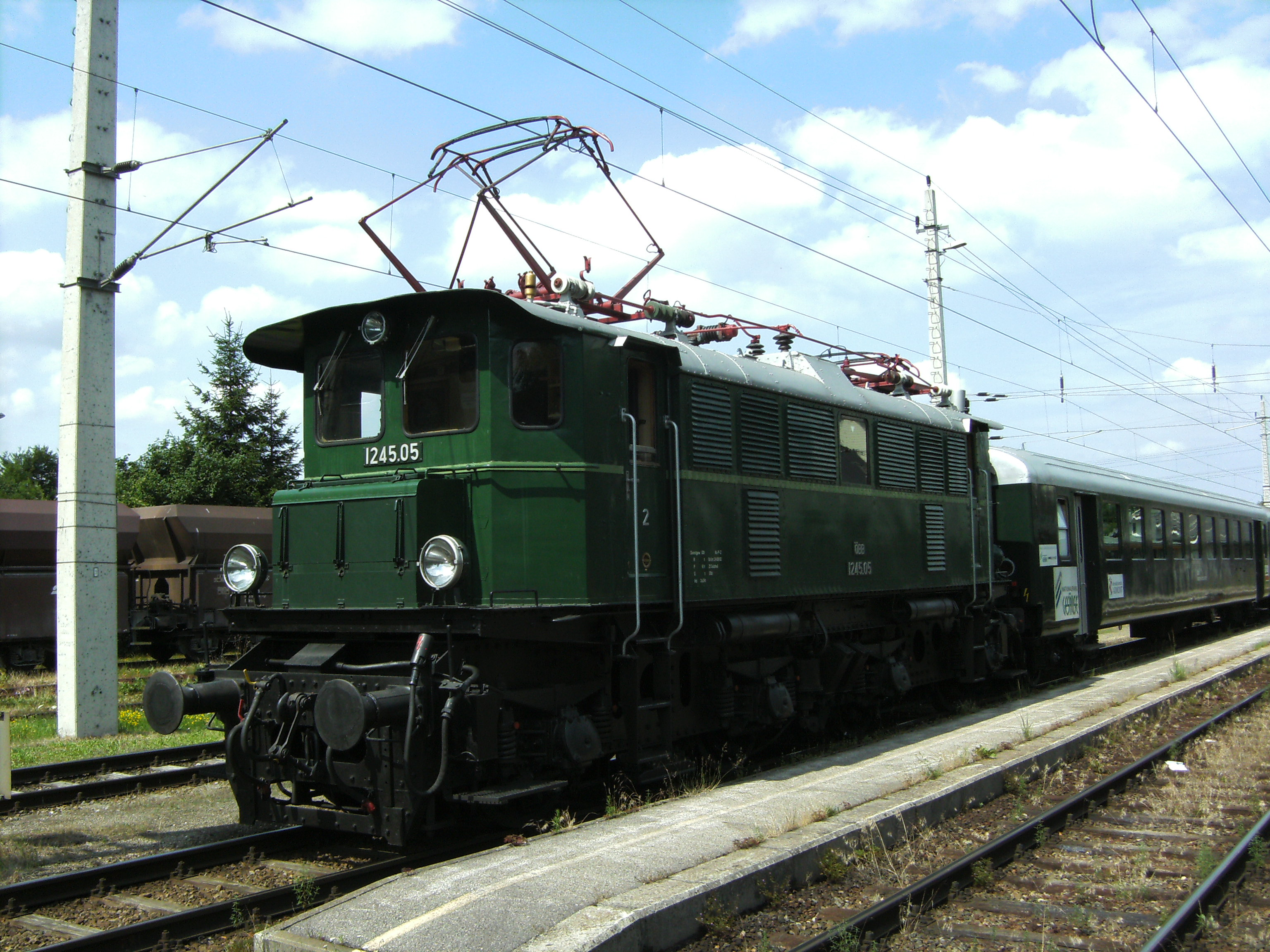
ÖBB 1245.05 in Gmunden

Mehrere Lokomotiven der Baureihe 1245 wurden von privaten Vereinen erworben und werden von ehrenamtlichen Mitarbeitern erhalten. 
Die 1245.518 (in Blutorange) sowie die 1245.516 (in Aufarbeitung/Grün) und die 1245.02 (als Ersatzteilspender) sind bei der Österreichischen Gesellschaft für Eisenbahngeschichte im Lokpark Ampflwang.
Die 1245.525 befindet sich in Knittelfeld, im dortigen Eisenbahnmuseum ist mit einem Führerstand der 1245.530 ein Fahrsimulator aufgebaut. Die 1245.05 wird vom Verein Nostalgiebahnen in Kärnten erhalten. Die 1245.514 wird im Tauernbahnmuseum in Schwarzach ausgestellt. Im Museum Südbahn Heizhaus in Lienz wird die 1245.522 gezeigt. Die 1245.01 und die 1245.04 sind im Eisenbahnmuseum Strasshof.

## Modell

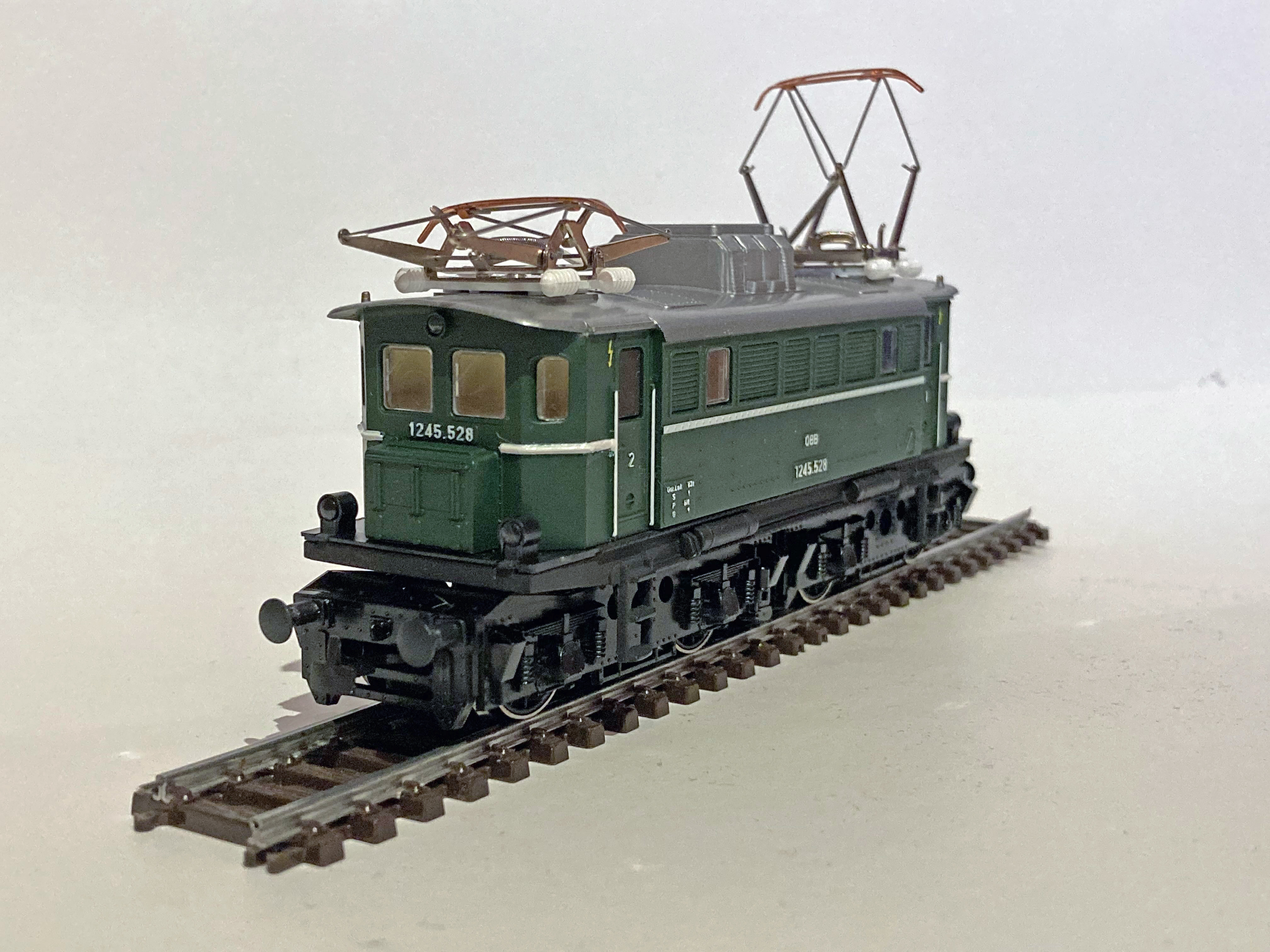
Kleinbahn 1245 in Grün

Die Wiener Modellbahnfirma Kleinbahn hatte ein (vereinfachtes) Modell der 1245 in Grün und Rot im Programm. Im Gegensatz zum Vorbild waren aus Platzgründen nur zwei Achsen angetrieben. Es erschien erstmals um 1970 im Sortiment und wurde bis zuletzt angeboten. Später produzierten auch die Modelleisenbahnhersteller Lima und Roco Modelle der Reihe 1245 in der Baugröße H0.